# Селестин Бабајаро
Селестин Хајсит Бабајаро (енгл. Celestine Hycieth Babayaro; Кадуна, 29. август 1978) је бивши нигеријски фудбалер, који је играо на позицији одбрамбеног играча или везног играча.

## Клупска каријера
Бабајаро је као јуниор почео своју каријеру у Плато јунајтеду, да би затим 1994. године прешао у белгијски Андерлехт. Постао је првотимац, иако је био тинејџер, а на мечу против Стеауе је постао најмлађи дебитант у Лиги шампиона, тај рекорд траје и данас. Занимљивост је и да је Бабајаро на том мечу искључен.
Године 1997. прелази у Челси за 2,25 милиона фунти. Дебитовао је у мечу Купа победника купова против Слована из Братиславе. У победи против Тотенхема од 6:1 је задобио повреду због које је пропустио остатак сезоне, па је тако пропустио победе у финалима Купа победника купова 1998. и Лига купа исте године. Међутим, са Челсијем је касније освојио Суперкуп Европе 1998, ФА куп и Суперкуп Енглеске 2000. године, а стигао је и до финала ФА купа 2002. године. Учествовао је и у Челсијевом наступу у Лиги шампиона 1999/00, када је Челси стигао до четвртфинала такмичења. Након победе над Барселоном од 3:1 на домаћем терену, на Камп Ноу је било 3:1 за Барселону, па су играни продужеци. У продужецима је Бабајаро скривио једанаестерац и добио црвени картон, а Барселона је победила 5:1. Током играња у Челсију за конкуренцију је имао Ле Соа, али је и поред тога одиграо преко 200 утакмица за Челси. Због атрактивне прославе гола у виду салта постао је љубимац навијача. Доласком новог тренера Жозеа Муриња, 2003. године, Вејн Бриџ се усталио као првотимац Челсија.
Јануара 2005. Бабајаро напушта Челси и прелази у Њукасл јунајтед. Септембра 2006. Бабајаро је добио забрану играња од 3 меча због инцидента са Дирк Кујтом, играчем Ливерпула. Дана 10. фебруара 2007. тадашњи тренер Њукасла, Глен Родер, је након победе на Ливерпулом од 2:1 открио да га је Бабајаро позвао само 12 сати пре почетка утакмице рекавши да му је брат умро од туберкулозе. Упркос томе, Бабајаро је солидно одиграо утакмицу. Због учесталих повреда, Бабајаро одлучује да напусти Њукасл.
Јануара 2008. Бабајаро прелази у ЛА галакси. За ЛА Галакси је одиграо само један пријатељски меч. Углавном је био незадовољан третманом у ЛА галаксију, па је и одсуствовао са тренинга.
Године 2010. Бабајаро је одлучио да се повуче из фудбала.

## Репрезентативна каријера
Бабајаро је са репрезентацијом Нигерије до 17 година освојио Светско првенство за репрезентације до 17 година 1993. године. Своју дебитантску утакмицу за сениорску репрезентацију Нигерије је забележио на Афро-азијском купу нација 1995. године против Узбекистана. Са Нигеријом је освојио и фудбалски турнир на Олимпијским играма 1996. године у Атланти, постигавши гол против Аргентине у финалу такмичења. Иако се повредио крајем 1997, стигао је да се опорави и буде у саставу за Светско првенство 1998. Такође је наступао и на Светском првенству 2002. На Купу афричких нација је 2000. године са Нигеријом био други, а 2002. године трећи на турниру, док је са турнира 2004. године избачен из репрезентације и послат кући наводно због недисциплине, заједно са Јакубуом и Виктором Агалијем. Иако се никада званично није опростио од репрезентације, његов последњи меч за репрезентацију је против Марока у групној фази тог такмичења.

## Трофеји
Андерлехт
- Прва лига Белгије: 1994/95
- Суперкуп Белгије: 1995

Челси
- ФА куп: 1999/00
- Куп победника купова: 1997/98
- УЕФА суперкуп: 1998
- Лига куп: 1998
- Суперкуп Енглеске: 2000

Нигерија
- Светско првенство до 17 година: 1993
- Фудбал на Летњим олимпијским играма: 1996

Индивидуални
- Најбољи млади професионални играч Белгије: 1994/95, 1995/96